# Martin Fogel
Martin Fogel, född 1634, död 1675 var en tysk läkare och lingvist.
Fogel framförde som den förste tanken på släktskap mellan de finska och ungerska språken, vilket emellertid blev känt först efter Eemil Nestor Setäläs upptäckt av Fogels handskrifter i Hannovers kungliga bibliotek 1888.